# Q-Bond
Q-Bond är en metod som går ut på att sammanfoga belastade textilier till exempelvis segel, i stället för att sy. Metoden utvecklades under 1999 av segelmakaren Peder Cederschiöld och kemisten Åke Dolk.
Ett lim appliceras nära kanten av textilen, på samma sätt som man applicerar en tape. En annan textil/duk läggs med ett överlapp på ca 15-20mm och sedan dras skyddstapen bort från limmet. Limmet aktiveras med en maskin från Q-Bond AB. Maskinen värmer upp limmet i tapen med hjälp av ultraljud och i varmt tillstånd pressas limmet in i materialets yta. Limmet härdar och når full styrka efter ca 3 dygn. 
Resultatet är en limfog som, i de flesta fall, är starkare än de ursprungliga dukarna. Vid dragprover har det visat sig att materialet brister innan limfogen går upp.
Det finns nu stationära Q-Bond maskiner, som ser ut som stora symaskiner, där materialet dras igenom maskinen och även små mobila limaktiveringssystem som utgår ifrån ett stillaliggande tygstycke varpå maskinen rullas på materialet. Hanteringen av stora materialstycken blir därmed enkel.